# Salerno-olyckan
Salerno-olyckan var ett flygplanshaveri som ägde rum den 18 november 1947 i Italien. Ett transportplan av typ Bristol 170 Freighter hade chartrats av svenska flygvapnet for att transportera hem 21 flygofficerare och flygtekniker, som hade levererat bombplan som sålts till den etiopiska staten. På en etapp från Catania till Rom kom planet av okänd anledning ur kurs och kraschade mot berget Santa Maria del Monte i Ravello väster om Salerno. Ombord fanns utöver de 21 passagerarna 4 besättningsmedlemmar. Vid olyckan omkom 21 personer, medräknat en som överlevde nedslaget men som dog senare av skadorna. 3 av officerarna samt planets kapten överlevde olyckan.
En minnessten tillägnad de omkomna finns på Via Vincenzo Amato i Scala, ett samhälle på Amalfikusten i närheten av där olyckan inträffade. 
Salerno-olyckan har beskrivits som den största enskilda katastrof som har drabbat det svenska flygvapnet.